# Конституционно право
Конституционното право е отрасъл на правото, регламентиращ обществените отношения между гражданите и държавата и инкорпориращ в себе си конституционните характеристики на публичното образувание, установени по силата на нейния основен закон, както и организацията на държавната власт и устройство, ведно с всички други правоотношения от конституционноправно естество.

## Особености
Не всички съвременни национални държави имат кодифицирани конституции, макар че всички държави имат jus commune, или право на страната, което може да се състои от различни императивни и консесуални регламенти.
Исторически конституционното право в съвременния му смисъл е терминологично понятие на съвременната епоха с възникването на позитивното право, т.е. на писания (писмен) закон, за разлика от устния закон (виж и правен позитивизъм). В зависимост от правната система някои държави нямат конституция в съвременния смисъл на понятието, а тази функция се изпълнява от т.нар. заместващи я правни актове, примерно Великобритания (виж конституция на Великобритания) и някои страни, възприели общото право или прилагащи традиционното обичайно право, което може да бъде и религиозно такова. Тези своеобразни конституции, подобно на историческите такива, могат да включват обичайно право, конвенти, статутно право, прецедентно право или възприети международни правила и норми и т.н.